# Veículo planador hipersônico

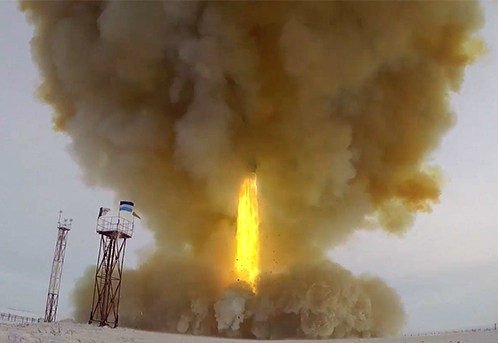
Lançamento de um míssil pelo sistema Avangard da área de posição Dombarovsky

Um veículo planador hipersônico (HGV) é um tipo de ogiva para mísseis balísticos que pode manobrar e planar em velocidade hipersônica. É usado em conjunto com mísseis balísticos para alterar significativamente suas trajetórias após o lançamento. O conceito de HGVs é semelhante ao dos MaRVs, mas os HGVs são separados de seus propulsores de foguete logo após o lançamento, ao contrário dos MaRVs, que só podem manobrar pouco antes do impacto. Os mísseis balísticos convencionais seguem uma trajetória balística previsível e são vulneráveis à interceptação pelos mais recentes sistemas de mísseis antibalísticos (ABM). A manobrabilidade em voo dos veículos pesados de mercadorias torna-os imprevisíveis, permitindo-lhes escapar eficazmente às defesas aéreas. A partir de 2022, os veículos planadores hipersônicos se tornaram objeto de uma corrida armamentista.